# 第16號鋼琴奏鳴曲 (貝多芬)
G大調第16號鋼琴奏鳴曲，作品編號31之1，是貝多芬的鋼琴奏鳴曲，於1802夏天完成，本曲與同作品編號的第17號及第18號為同時期作品，但起筆時間都比其餘兩首遲，最終三首作品於1805年被輯在一起同時出版。編號上，本曲稱為第1號，但完成時間卻比第2號（即第17首）為晚。

## 背景
單就鋼琴曲而言，貝多芬在此之前已經寫成了近半數的鋼琴奏鳴曲（編號較後的第19號及第20號其實都比本曲更早完成，另外還有三首貝多芬年青時代、未被計入編號的奏鳴曲，共20首）和兩首鋼琴協奏曲，但是他仍然對自己的作品未盡滿意，他跟好友、小提琴家克倫霍爾茲溫則爾·克倫霍爾茲談論時說道他要追求一些新的創作方式。最終，作品31的三首奏鳴曲在結構上未見有很大的突破，但在內容上和和聲上則仍可見和過往作品不同之處。

## 樂曲結構
本奏鳴曲共有三個樂章，分別是：
- 第一樂章：活潑的快板（Allegro vivace）
- 第二樂章：優雅的行板（Moderato grazioso）
- 第三樂章：迴旋曲：小快板（Allegretto）

## 外部連結
- 波恩貝多芬之家有關《第16號》、《第17號》及《第18號鋼琴奏鳴曲》資料（德文）
- 希夫·安德拉斯談論貝多芬的《第16號鋼琴奏鳴曲》 （页面存档备份，存于）
- 貝多芬《第16號鋼琴奏鳴曲》：国际乐谱典藏计划上的乐谱
- 帕福利·江珀潘恩（Paavali Jumppanen）於伊莎貝拉嘉納藝術博物館內的演奏版本[]
- 贝多芬《第16号钢琴奏鸣曲》创作历程的介绍及对音乐内容的评论（英文）